# Tony McDonnell
Anthony McDonnell, detto Tony (Dublino, 10 febbraio 1976), è un ex calciatore irlandese, di ruolo difensore.

## Biografia
È sposato con Laoise da cui ha avuto la figlia Katie Marie.

## Caratteristiche tecniche
Giocava nel ruolo di difensore centrale o di difensore laterale destro; nelle ultime stagioni venne schierato anche a centrocampo.

## Carriera
In età giovanile si formò nel St Kevin's Boys; trasferitosi all'University College Dublin, debuttò in League of Ireland il 27 marzo 1994 contro il Longford Town (2-1).
Ha militato per tutta la carriera nell'UCD di Dublino: con 308 apparizioni si trova secondo nella graduatoria di presenze in campionato, dietro a Ciarán Kavanagh (321). È altresì sesto nella graduatoria di reti segnate in campionato con la maglia dell'UCD, con 28 centri. È stato capitano del club per molti anni durante la sua militanza (2001-2007).
Ha annunciato il ritiro dal calcio giocato il 6 dicembre 2007, anche a causa di ripetuti infortuni, in particolare al tendine del ginocchio.
Venne nominato presidente della Professional Footballers' Association of Ireland nel 2006.
Ha lavorato come commentatore televisivo per Raidió Teilifís Éireann nella trasmissione Monday Night Soccer.

## Palmarès
- Supercoppa d'Irlanda: 1

UCD: 2000